# Monte Botte Donato
Il monte Botte Donato (1.928 m s.l.m.) è la cima più elevata dell'altopiano della Sila, situato nella Sila Grande, nel comune di Casali del Manco, a metà strada tra il lago Arvo e il lago Cecita.
Durante il periodo invernale, grazie alla presenza degli impianti di risalita e delle piste da sci che costituiscono il complesso del Cavaliere di Lorica, il luogo diventa richiamo di turisti provenienti da tutta Italia, ma anche dall'Europa. Dalla cima, in particolare, si possono osservare l'Etna e l'Aspromonte a Sud ed il Pollino a Nord. È collegato al valico di Monte Scuro, che è posto a circa 13 km di distanza nel comune di Celico, tramite la "Strada delle Vette".

## Sport invernali
Il Botte Donato ospita gli impianti di risalita del comprensorio di Lorica (San Giovanni in Fiore).
Sulla cima del Botte Donato si arriva mediante una cabinovia installata nel 2016 e proseguendo a piedi sulla rete sentieristica. Il comprensorio dispone di una pista azzurra (rientro) che arriva a valle (1.400 m s.l.m.), mentre su uno dei versanti del monte è presente la "Valle dell'Inferno" (1.600 m s.l.m.), da cui prendono il nome le due piste rosse collegate alla vetta tramite lo Skilift.